# 東聡
東 聡（ひがし さとし、1960年11月16日 - ）は、東京都出身のプロゴルファー。

## 来歴
小学2年時に教育関連の出版社に勤務していた父の転勤で宮崎県へ移り住み、小学5年生までは野球に夢中であったが、ゴルフを始めた父の霧島CCでのコンペについていき、コンペに1名欠席者が出たため、父が東を出場させたのがゴルフとの出会いになる。コースで女性用のクラブを借り、当時の東は「野球で動く球を打っていたわけで、ゴルフぐらいできるだろう」と思ってプレーすると、ワンハーフを周って53、49、63のスコアを出す。ラウンド前には父が「アマチュアはハーフ40台が出せたら凄いんだぞ」と話していたため、内心「練習さえしたことがない僕が出せてしまうんだから、ゴルフって面白くもない競技だな」と思っていたが、周囲は大騒ぎであった。
その数年後に父と一緒にダンロップフェニックスを観戦し、大柄な外国人選手たちに勝てる日本人がいるとは思えなかったが、花柄のパンツを履いた尾崎将司が外国人よりも遠くへ飛ばしていたのを目撃する。
18番ホールで見た尾崎のティーショットを見てゴルフに興味を持ち、東京へ戻ると、堀越学園高校に入学してゴルフ部に入部。活動は屋上で打つのと、新宿御苑までランニングして帰ってくるだけであったが、3年生の最後の試合で金子柱憲と回る。
金子と共に進学した日本大学時代の1982年に日本学生で優勝を飾ると、1983年にプロテストで一発合格 。
1982年の全日空札幌オープンでは初日に5バーディー、1ボギーの68をマークして首位に立った。2日目には2オーバーで31位タイに後退したが、ベストアマを獲得。
1983年のかながわオープンでは最終日に67をマークし、秋富由利夫・河野和重に並ぶと同時に湯原信光・矢部昭・中村忠夫・豊田明夫・中村通を抑えて河野高明の2位タイ、1985年の茨城オープンでは中川泰一・岩下吉久・江本光に次ぐと同時に高橋勝成と並んでの5位タイに入った。
プロ入り直後はプロの世界に対応できずに苦しんだが、同期の金子と共にジャンボ軍団に入るとゴルフが一変  。1986年に同じジャンボ軍団の飯合肇と組んでアコムダブルスに優勝、5年目の1987年によみうりサッポロビールオープンでツアー初優勝以来、2001年まで15年連続シードを守り通す 。
1989年は30試合に出場して16試合に予選落ちというムラのある成績で、シード権はものにしたものの、ランクは16位、2000万円に満たない賞金額であった。一時はドローボール一辺倒からフェードボールを試合でも打つようになり、安定性が増したかに見えたが、突然出るフックに悩まされ、あっという間にスコアを崩してし まうことも多く見うけられた。
1990年の日経カップ 中村寅吉メモリアルでら初日を8人いる2アンダー組の中でスタートし、2日目は天気は晴れたが平均風速5.5m、最大瞬間風速12.3mと小型台風並みの風で74を打ち、イーブンパー、12位タイグループに着けた。3日目は雨で気温も16度と低くなった中、8バーディを奪って64、3日間トータル8アンダーで単独首位に立った。東が3年ぶり、ツアー2勝目を飾るのは間違いなしというムードがファンや記者団の間にも流れたが、東自身は最終日前夜から守り切らなくてはという気持が先行し、眠れぬ夜を過ごすことになった。最終日は空は曇っていたが風も弱く、絶好のゴルフ日和となり、観衆も前日の倍の1万2000人も集まった。前半のアウトでダブルボギーを2つも叩き、後半に入ってもスコアは伸びず、依然トータル4アンダーのままで、15番の174ヤード、パー3では、2組前を行く芹澤信雄がこの日3つ目のバーディをものにして、ついに5アンダーとして東を抜き去った。芹澤は続く16番、パー4でもバーディを奪って6アンダーとスコアを伸ばし、ファンの期待は芹澤に集まった。17番、433ヤード、パー4では芹澤は2打目をショートしてラフに入れ、第3打はピンに寄り切らず、このホールをボギーとして、結局5アンダーのままホールアウトして、東を1番グリーンサイドで待つことになった。18番、503ヤード、パー5では、左ドッグレッグのこのホールの第2打を、前日、左の林に曲げていた東は平常心を自分に言い聞かせてティショットを打った。フェアウェイ右サイドで、ピンまでは218ヤード、ピンポジションはグリーンの右端、その右には池が小さく波立っていたが、東は、迷わず1番アイアンを抜いた。胸の中で「昨日のミスの仇討ちだ」と呟いた東は快心のショットを放ち、ボールはピンの奥6mのカラーに止った。2パットでプレーオフとなるが、アドレスに入った東は「イーグルで決める。決めて俺はヒーローになるのだ」と決意し、そのボールは最後のひと転がりでカップに落ちた。その直後に東がグリーン上を駆け回り、プレーオフのつもりで見ていた芹澤は、笑いながら椅子から転がり落ちた。
1991年は9試合中4試合で予選落ちと決して好調ではない中、日本プロマッチプレーに初出場。2回戦で尾崎直道と対戦し、パッティングに苦しむ直道をリード。東の2アップで迎えた16番パー3で直道のティーショットが池に捕まって決着がつくと、東は続いて行われた準々決勝で芹澤信雄を4-3で下してベスト4に進出。準決勝では渡辺司をオールスクエアで迎えた30ホール目からバーディーラッシュをかけて3-2で渡辺を撃破し、決勝では大会3勝目を目指す中嶋常幸と対戦。前半の18ホールは中嶋が1アップとリードして折り返したが、通常のトーナメントより多くのホールをプレーしなければならない大会のタフさが完調ではない中嶋の体力を奪ったのか、午後の18ホール戦になると目立って飛距離が落ちる。一方の東は「中嶋さんと1対1で戦って勝ちたい」という強い気持ちを胸にプレーを続け、その気持ちが粘りを生み、逆転劇へと繋げる。後半は取って、取られての白熱した戦いとなったが、マッチイーブンで迎えた33ホール目の15番パー5、東は残り232ヤードの2打目を3番ウッドで見事に乗せて2パットのバーディー。パーに終わった中嶋からリードを奪い、34、35ホール目は共にパーで東1アップのまま36ホール目の18番パー4を迎え、9番アイアンで攻めた東の2打目はピンから1ｍに寄るファインショットとなった。対する中嶋はグリーンを捕えられず、勝負ありで、下馬評を覆して初出場の東が初の日本タイトルを獲得。
1995年には序盤のデサントクラシック・つるやオープン、秋にはジュンクラシック・住友VISA太平洋マスターズで、いずれも師匠の尾崎を逆転してシーズン4勝を挙げ、賞金王争いも尾崎と激しい争いを演じてランキング2位を獲得 。輝かしい活躍で1996年にはマスターズ・全英オープン・全米プロとメジャー競技に出場し、全米プロ（78位）以外は予選落ちであったが、貴重な経験を積んだ。
2010年からはシニア入りし、最終戦のHANDA CUPシニアマスターズ1試合に出場。シニアデビュー戦ながら冷静なゴルフで好プレーを連発すると、3日目には首位に並ぶ活躍で倉本昌弘との優勝争いに加わり、2位タイに入る健闘を見せた。
同大会で優勝して賞金王になった倉本といきなり優勝争いを演じて2位となり、賞金760万円を手にしてランク19位で賞金シードをあっさりと獲得するなどシニアツアーでの活躍を予感させ、シニア本格参戦の2011年はコマツオープンでフランキー・ミノザ（フィリピン）、三好隆と優勝を争い3位タイになるなど全8試合に出場して賞金ランク17位に入る。
2012年もツアー全8試合に出場し、ISPSハンダ秋晴れ2位など3回トップ10に入り、賞金ランクは12位に入る。ツアー初優勝はならなかったが、同年10月のシニア後援競技「アサヒ緑健TVQシニア」では最終日に63のコースレコードを出して4打差7位から大逆転し、シニア初優勝を記録。
2013年は6月のスターツシニアで3位タイに入ってから調子を上げ、7月の新規大会の2日間競技「フィランスロピーシニア」では2日続けて65で回り、通算12アンダーで遂にツアー初優勝を飾った。同大会を境に残り7試合中4試合がトップ10に入る好調ぶりで、日本シニアオープンでは最終日67で回り、優勝した室田淳を脅かし3打差の単独2位であった。
2014年と2015年は低迷気味となり、2015年は終盤の富士フイルムで10位になり、賞金ランク28位でなんとか賞金シードを確保した。

## 主な優勝

### レギュラー
- 1986年 - アコムダブルス
- 1987年 - よみうりサッポロビールオープン
- 1990年 - 日経カップ 中村寅吉メモリアル
- 1991年 - 日本プロマッチプレー
- 1994年 - 名球会チャリティ
- 1995年 - デサントクラシック、つるやオープン、ジーン・サラゼン ジュンクラシック、住友VISA太平洋マスターズ

### シニア
- 2012年 - TVQシニアオープン
- 2013年 - フィランスロピーシニア
- 2015年 - 佐世保シニアオープン
- 2021年 - 関東プログランドシニア
- 2023年 - 金秀シニア沖縄オープン